# Bernhard Friedrich Quistorp

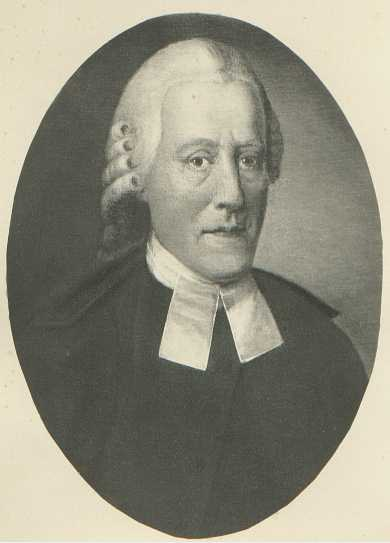
Bernhard Friedrich Quistorp

Bernhard Friedrich Quistorp (* 11. April 1718 in Rostock; † 4. Januar 1788 in Greifswald) war ein evangelischer Theologe und von 1778 bis 1788 Generalsuperintendent für Schwedisch-Pommern.

## Leben und Wirken
Bernhard Friedrich Quistorp stammte aus der norddeutschen Akademikerfamilie Quistorp und wurde als Sohn des Rostocker Kaufmanns Lorenz Gottfried Quistorp (1691–1743) und der Anna Marie Berg geboren. An der Universität Rostock nahm er im April 1734 das Studium der Theologie auf, studierte ab 1740 drei Semester an der Universität Jena und wurde 1743 Magister, 1746 Licentiat der Theologie.
Im Oktober 1749 wurde er in Rostock Doktor und im November des Jahres Professor der Theologie. Vier Jahre später übernahm er außerdem das Amt eines Superintendenten für die Synode (Kirchenkreis) Rostock.
Am 16. Mai 1749 heiratete Quistorp in Rostock Catharina Wiencke (1721–1771), die Tochter des Rostocker Kaufmanns Albert Wiencke und der Anna Stein. Von ihren vier Söhnen starben drei im Kleinkindalter. Der Sohn Johann (1752–1825) wurde 1782 in den Reichsadelsstand erhoben.
Als Ergebnis der Auseinandersetzung zwischen dem pietistischen Landesherrn und der der Orthodoxie verhafteten theologischen Fakultät der Universität Rostock um die Besetzung eines theologischen Lehrstuhls mit dem ebenfalls dem Pietismus nahestehenden Christian Albrecht Döderlein (1758), die zur vorübergehenden Gründung der Universität Bützow führte, verlor auch er seinen Lehrstuhl. Im Jahre 1765 erhielt er den Ruf nach Greifswald als Pfarrer an der St. Jakobi-Kirche und Professor der Theologie an der dortigen Universität, deren Rektor er von 1770 bis 1771 war. Er galt als Vertreter des orthodoxen Luthertums, der es verstand, die strengen Glaubensregeln mit den moderneren Gedanken zu verbinden.
Im Jahre 1778 wurde er zum vorpommerschen Generalsuperintendenten in Greifswald berufen und wurde Nachfolger von Laurentius Stenzler. Zugleich war er – neben seiner Professur und der Pastorenstelle an St. Jakobi – Pastor an St. Nikolai, Stadt-Superintendent, erster Professor der Theologie, Prokanzler und Curator der Akademie, Präses des Consistoriums, Präpositus der Synode und Plebanus der Kirche zu Gützkow sowie Mitglied der Schwedischen Gesellschaft für Ausbreitung des Glaubens und Christentums. Aus dieser Zeit stammt ferner seine Bearbeitung eines neuen Katechismus und eines Vorschlags zur Errichtung eines Schullehrer-Seminars für das ganze Land. Das Amt des Generalsuperintendenten übte er bis zu seinem Tode aus. Sein Nachfolger wurde Gottlieb Schlegel.